# Hückeswagen
Hückeswagen è una città di 14 706 abitanti della Renania Settentrionale-Vestfalia, in Germania.
Appartiene al circondario di Oberberg (targa GM).